# 스튜 네이핸
스튜 네이핸(영어: Stu Nahan, 1926년 6월 23일 ~ 2007년 12월 26일)은 미국의 스포츠캐스터이다.
로스앤젤레스에서 태어났으며 로스앤젤레스에서 사망하였다. 사인은 림프종이다.

## 영화
- 쿠퍼스미스 (1992년)
- 트랜실바니아의 저주 (1990년)
- 록키 5 (1990년)
- 21 점프 스트리트 (1987년)
- 록키 4 (1985년)
- 록키 3 (1982년)
- 벤자민 일등병 (1980년)
- 록키 2 (1979년) - 아나운서 역